# Karl Albrecht
Karl Hans Albrecht (nemško: [ˈalbʁɛçt]) nemški podjetnik * 20. februar 1920, Essen, Nemčija, † 16. julij 2014, Essen.
Z bratom Theom sta ustanovila verigo diskontnih supermarketov Aldi. Več let je bil najbogatejša oseba v Nemčiji. Februarja 2014 ga je Hurun Report uvrstil na 21. mesto lestvice najbogatejših ljudi na svetu.

## Biografija
Karl in Theo Albrecht sta se rodila in odraščala v katoliški družini v skromnih razmerah v Essnu v Nemčiji. Njun oče, Karl starejši, je delal kot rudar in kasneje kot pekovski pomočnik, medtem ko je njuna mati Anna (rojena Siepmann) vodila majhno trgovino z živili v delavski četrti Schonnebeck v predmestju Essna. Theo je opravil vajeništvo v mamini trgovini, Karl pa je delal v trgovini z delikatesami. Med drugo svetovno vojno je Karl služil v Wehrmachtu ter bil ranjen na vzhodni fronti. Po vojni sta brata skupaj prevzela mamino podjetje in ustanovila Albrecht KD.
Leta 1960 sta se brata soočila z nesoglasjem glede tega, ali naj prodajata cigarete v svojih trgovinah. Medtem ko je Theo zagovarjal prodajo cigaret, je Karl izrazil pomisleke, da bi v trgovine privabile tatove. Zato sta se odločila svoje omrežje trgovin razdeliti na dva dela: Theo je obdržal vse trgovine severno od Porurja, Karl pa tiste južno od njega. Ta delitev je leta 1962 vodila do odprtja prvega Aldija (okrajšava za Albrecht Discount). Delitev je postala znana kot Aldi Nord oziroma Aldi Süd.
Leta 1994 se je Karl Albrecht umaknil iz vsakodnevnega poslovanja Aldi Süd in do leta 2002 prevzel mesto predsednika uprave. V začetku leta 2002 je odstopil tudi s tega položaja in s tem popolnoma prepustil nadzor nad podjetjem. Od leta 2010 podjetja ne vodi več noben družinski član Karla Albrechta.

### Osebno življenje
Karl Albrecht je veljal za zelo samotarskega, ki pred smrtjo več let ni sodeloval v javnem življenju. Zato je o njem malo znanega. Revija Forbes je poročala, da je imel dva otroka, od katerih noben ni bil zaposlen pri Aldiju. Domnevno je živel v Essnu, tako kot njegov brat Theo. Golf je bil en od njegovih hobijev in imel je lastno golf igrišče, Öschberghof, ki ga je zgradil leta 1976. Vzgajal je tudi orhideje.
Leta 2014 je bil Albrecht uvrščen med najbogatejše ljudi na svetu z ocenjeno neto vrednostjo 23,14 milijarde USD. Revija Forbes ga je leta 2004 uvrstila na tretje mesto najbogatejših ljudi na svetu. Leta 2012 ga je ista revija uvrstila na deseto mesto najbogatejših milijarderjev. Poleg tega pa je bil tudi najstarejši milijarder na lestvici 20 najbogatejših ljudi na svetu. Po smrti je bil razglašen za najbogatejšo osebo v Nemčiji in za četrto najbogatejšo osebo v Evropi.